# Mohamed Haji Mukhtar
Mohamed Haji Mukhtar (* 13. Juni 1947 in Bakool, Somalia) ist ein somalischer Historiker, Linguist und Friedensaktivist, der sich durch seine umfangreiche akademische Laufbahn und sein Engagement für die somalische Kultur und Geschichte auszeichnet. Geboren als Sohn eines angesehenen Clanführers, absolvierte er sein Studium an der Azhar-Universität in Kairo und erlangte dort seinen Bachelor-, Master- und Doktortitel. Mukhtars akademische Karriere umfasst Lehrtätigkeiten an verschiedenen Universitäten, darunter die Nationale Universität Somalias, die Nationale Universität Malaysia und seit 2001 die Savannah State University in Georgia, USA.
Seine Forschungsschwerpunkte liegen in der Geschichte Somalias, des Horns von Afrika und des Nahen Ostens, wobei er sich insbesondere mit der Kolonialzeit, der Rolle des Islam und den Herausforderungen der agropastoralen Gesellschaft in Somalia auseinandersetzt. Mukhtar ist Autor zahlreicher Publikationen, darunter das weithin anerkannte Historical Dictionary of Somalia, und hat sich durch seine Sprachkenntnisse und sein kulturelles Engagement als Brückenbauer zwischen verschiedenen Kulturen und Sprachgemeinschaften etabliert. Neben seiner akademischen Arbeit engagiert sich Mukhtar aktiv für Frieden und Versöhnung in Somalia und ist als Mitglied der somalischen Diaspora ein wichtiger Vertreter und Fürsprecher für die Belange seines Heimatlandes.

## Akademische Laufbahn
Mohamed Haji Mukhtar absolvierte sein Studium an der Azhar-Universität in Kairo, Ägypten. Er erlangte dort seinen Bachelor-Abschluss im Jahr 1971, seinen Master-Abschluss 1974 und promovierte 1983 zum Ph.D.
Von 1975 bis 1982 hatte Mukhtar die Position eines außerordentlichen Professors für Geschichte an der Nationalen Universität Somalias in Mogadischu inne. Anschließend war er von 1987 bis 1991 als Senior Lecturer für afrikanische und nahöstliche Geschichte an der Nationalen Universität Malaysia in Kuala Lumpur tätig.
Im Jahr 2001 trat Mukhtar die Stelle als Professor für Geschichte und Koordinator des Geschichtsprogramms an der Savannah State University in Savannah, Georgia, an. Diese Position bekleidet er bis zum heutigen Tag.
Mukhtars akademische Laufbahn umfasst mehrere Stipendien. Er erhielt zweimal ein Fulbright-Hays-Stipendium: von 1983 bis 1984 an der University of Pennsylvania in Philadelphia und von 1984 bis 1985 an der University of South Carolina in Columbia. Zudem wurde er mit Stipendien vom Istituto Italiano per l’Africa und der Arabischen Liga für Bildung, Kultur und Wissenschaft (ALECSO) in den Jahren 1980 und 1981 bis 1982 ausgezeichnet.
Im Jahr 2002 erhielt Mukhtar ein Stipendium der National Endowment for the Humanities (NEH).

## Forschung und Publikationen
Mohamed Haji Mukhtar hat sich in seiner Forschung und seinen Publikationen intensiv mit der Geschichte Somalias, des Horns von Afrika und des Nahen Ostens befasst. Ein Schwerpunkt seiner Arbeit liegt auf der Erforschung und Dokumentation der somalischen Geschichte und Kultur.
Zu seinen wichtigsten Veröffentlichungen zählt das Historical Dictionary of Somalia, das 2003 in einer überarbeiteten Neuauflage erschien. Dieses Nachschlagewerk bietet einen umfassenden Überblick über die Geschichte, Politik, Wirtschaft und Kultur Somalias. Es enthält zahlreiche Einträge zu historischen Ereignissen, Persönlichkeiten und Konzepten, die für das Verständnis der komplexen Entwicklung des Landes von Bedeutung sind.
Mukhtar hat sich in seiner Forschung auch mit der Kolonialzeit in Somalia auseinandergesetzt. In dem Sammelband Putting The Cart Before The Horse: Contested Nationalism And The Crisis Of The Nation-state In Somalia veröffentlichte er 2004 einen Beitrag mit dem Titel Somali Responses to Colonial Occupation (The Inter-Riverine Case). Darin untersucht er die Reaktionen und den Widerstand der somalischen Bevölkerung gegen die Kolonialherrschaft, insbesondere im Gebiet zwischen den Flüssen Juba und Shabelle.
Ein weiterer Forschungsschwerpunkt Mukhtars ist die Rolle des Islam in der somalischen Geschichte. In dem 1995 erschienenen Sammelwerk The Invention of Somalia verfasste er einen Beitrag mit dem Titel Islam in Somali History: Fact and Fiction. Darin analysiert er die historische Entwicklung und den Einfluss des Islam in Somalia und geht der Frage nach, welche Aspekte auf Fakten beruhen und welche eher mythischen Charakter haben.
Mukhtar hat sich auch mit den Herausforderungen der agropastoralen Gesellschaft in Somalia beschäftigt. 1996 veröffentlichte er in der Fachzeitschrift Review of African Political Economy einen Artikel mit dem Titel The Plight of the Agro-pastoral Society of Somalia. Darin analysiert er die sozioökonomischen Strukturen und Probleme der ländlichen Bevölkerung Somalias, die von Ackerbau und Viehzucht lebt.
Ein weiteres Forschungsinteresse Mukhtars gilt den arabischen Quellen zur Geschichte Somalias. Basierend auf umfangreichen Archivrecherchen in mehreren Ländern verfasste er eine Studie mit dem Titel Arabic Sources on Somalia, die später in der Fachzeitschrift History in Africa: Journal of Method veröffentlicht wurde. Darin erschließt er bislang wenig beachtete arabische Primärquellen für die Erforschung der somalischen Geschichte.
Mukhtar hat auch zur Methodologie der Geschichtsschreibung publiziert. Bereits 1978 veröffentlichte er an der Nationalen Universität Somalias ein Werk mit dem Titel Habka Cilmiga ee Baarista Taarikhda (deutsch Methodologie des Geschichtsschreibens). Darin vermittelt er grundlegende Prinzipien und Methoden der historischen Forschung.
Neben seinen englischsprachigen Publikationen hat Mukhtar auch in somalischer Sprache veröffentlicht. 2006 erschien sein Essential English-Maay Dictionary, das einen Beitrag zur Dokumentation und Förderung des Maay-Dialekts der somalischen Sprache leistet.
Mukhtars Forschungsarbeit zeichnet sich durch einen multidisziplinären Ansatz aus, der historische, politische, soziologische und linguistische Perspektiven verbindet. Seine Publikationen umfassen sowohl Monografien und Nachschlagewerke als auch Beiträge zu Sammelbänden und Artikeln in Fachzeitschriften. Dabei greift er auf eine breite Quellenbasis zurück, die neben schriftlichen Dokumenten auch mündliche Überlieferungen und archäologische Befunde einbezieht.

## Sprachkenntnisse und kultureller Beitrag
Mohamed Haji Mukhtar zeichnet sich durch seine bemerkenswerten Sprachkenntnisse und seinen bedeutenden kulturellen Beitrag aus. Als Muttersprachler des Somali beherrscht Mukhtar sowohl den Maay-Dialekt als auch das Standard-Somali fließend. Seine Sprachkompetenz erstreckt sich jedoch weit über seine Muttersprache hinaus. Mukhtar spricht fließend Arabisch, was ihm während seines Studiums an der Azhar-Universität in Kairo zugutekam.
Mukhtars Engagement für die Förderung und Erhaltung der somalischen Sprachen ist bemerkenswert. Er setzt sich insbesondere für die Verwendung des Maay-Somali ein, einer Varietät, die hauptsächlich von den Digil- und Mirifle-Clans im südlichen Somalia gesprochen wird. Sein Einsatz für die Anerkennung und den Erhalt aller in Somalia existierenden somalischen Sprachen unterstreicht sein Verständnis für die sprachliche Vielfalt des Landes und deren Bedeutung für die kulturelle Identität.
Neben Somali und Arabisch verfügt Mukhtar über ausgezeichnete Englischkenntnisse, was seine Arbeit als Produzent und Korrespondent für den BBC African Service ermöglichte. Diese Sprachkompetenz erlaubt es ihm, als Brücke zwischen verschiedenen Kulturen und Sprachgemeinschaften zu fungieren.
Mukhtars kultureller Beitrag manifestiert sich in seiner Rolle als Bewahrer und Vermittler somalischer Traditionen und Geschichte. Seine Herkunft als Sohn von Malak Mukhtar Malak Hassan, einem angesehenen Oberhaupt der somalischen Clans Digil und Mirifle, hat ihm ein tiefes Verständnis für die komplexen Clanstrukturen und kulturellen Praktiken Somalias vermittelt. Dieses Wissen fließt in seine Arbeit ein und trägt zur Erhaltung und Weitergabe des kulturellen Erbes bei.
Ein bemerkenswerter Aspekt von Mukhtars kulturellem Beitrag zeigt sich in seiner Fähigkeit, traditionelles Wissen mit modernen wissenschaftlichen Methoden zu verbinden. Dies wird besonders deutlich in seiner Herangehensweise an die somalische Geschichte, bei der er eine wissenschaftliche Methodik anwendet, um historische Ereignisse und kulturelle Entwicklungen zu analysieren und zu interpretieren.
Mukhtars Engagement für die somalische Kultur erstreckt sich auch auf die Diaspora. Bei einer Veranstaltung in King County, USA, brachte er drei Generationen von somalischen Amerikanern zusammen, um über somalische Geschichte und Kultur zu diskutieren. Dabei vermittelte er nicht nur Wissen, sondern förderte auch den intergenerationellen Dialog und die kulturelle Identität innerhalb der somalischen Gemeinschaft in den Vereinigten Staaten.
Seine Expertise in der Geschichte des Pan-Somalismus und dessen Entwicklung nach dem Zweiten Weltkrieg trägt dazu bei, das Verständnis für die komplexen historischen und kulturellen Dynamiken Somalias zu vertiefen. Mukhtar vermittelt diese Kenntnisse nicht nur in akademischen Kreisen, sondern auch in der breiteren Öffentlichkeit, was zur Stärkung des kulturellen Bewusstseins und der Identität der somalischen Diaspora beiträgt.
Mukhtars kultureller Beitrag manifestiert sich auch in seiner Fähigkeit, komplexe historische und kulturelle Themen einem breiten Publikum zugänglich zu machen. Bei der erwähnten Veranstaltung in King County leitete er eine Diskussion über die Geschichte Somalias, die den Teilnehmern half, die vielfältigen kulturellen Einflüsse, Handelsnetzwerke und politischen Dynamiken zu verstehen, die die somalische Gesellschaft geprägt haben.

## Engagement für Frieden und Versöhnung
Mohamed Haji Mukhtar war Gründungsmitglied des Ergada Wadatashiga Somalia, dem Somalischen Komitee für Frieden und Versöhnung. In dieser Funktion nahm er an Friedensmissionen und -konferenzen teil, die sich mit der sozialen Rehabilitation und dem wirtschaftlichen Wiederaufbau Somalias befassten. Seine Arbeit umfasste die Zusammenarbeit mit internationalen Organisationen, darunter die Vereinten Nationen, das schwedische Life and Peace Institute, das Canadian Institute for Peace and Conflict Studies, das U.S. Institute for Peace und die Europäische Union.
Als Vorsitzender des Somalischen Komitees für Frieden und Versöhnung leitete Mukhtar Initiativen zur Förderung des Dialogs zwischen verschiedenen Gruppen in Somalia. Seine Beteiligung an Friedensmissionen beinhaltete die direkte Arbeit an Lösungsansätzen für die Konflikte in der Region.
Ab 2003 war Mukhtar Mitglied des Global Advisory Board for Human Dignity and Humiliation Studies. In dieser Position brachte er seine Erfahrungen aus der Friedensarbeit in Somalia in einen internationalen Kontext ein.
Auf lokaler Ebene übernahm Mukhtar ab 2004 die Rolle des Präsidenten des Internationalen Komitees vom Roten Kreuz für Savannah. Diese Position umfasste Aufgaben im Bereich der humanitären Hilfe und Konfliktlösung.
Mukhtars Friedensarbeit erstreckte sich über verschiedene Ebenen, von lokalen Initiativen bis hin zu internationalen Organisationen. Seine Tätigkeiten umfassten sowohl praktisches Engagement als auch die Teilnahme an akademischen und politischen Diskursen über Frieden und Versöhnung in Somalia und darüber hinaus.

## Beitrag zur somalischen Diaspora
Mohamed Haji Mukhtar gehört dem Leysan-Rahanweyn-Clan an. In seiner Rolle als Diaspora-Mitglied setzt er sich für die Belange der Rahanweyn ein. Ein besonderer Fokus seiner Arbeit liegt auf der Förderung und Anerkennung des Maay-Dialekts, der von den Rahanweyn gesprochen wird.
Als Teil der somalischen Diaspora in den Vereinigten Staaten trägt Mukhtar zur Verbindung zwischen der Diaspora-Gemeinschaft und Somalia bei. Die somalische Diaspora spielt eine bedeutende Rolle für die wirtschaftliche Situation in Somalia. Laut Angaben der Weltbank machten Geldtransfers von im Ausland lebenden Somaliern im Jahr 2002 etwa 22,5 % des jährlichen Haushaltsbudgets in Somalia aus.
In seiner Position als Professor an einer US-amerikanischen Universität repräsentiert Mukhtar die somalische Diaspora im akademischen Bereich. Er vermittelt Wissen über die somalische Geschichte und Kultur sowohl an Studierende als auch an die breite Öffentlichkeit.
Mukhtars Aktivitäten als Mitglied der somalischen Diaspora umfassen die Vertretung der Interessen des Leysan-Rahanweyn-Clans sowie die Förderung des Maay-Dialekts. Diese Aspekte seiner Arbeit reflektieren die verschiedenen Gruppen und sprachlichen Untergruppen innerhalb der somalischen Diaspora.

## Einfluss und Anerkennung
Mohamed Haji Mukhtar hat sich als einflussreicher Experte für somalische Geschichte und Kultur etabliert. Seine Arbeiten werden international anerkannt und zitiert. Als Professor an der Savannah State University in den USA genießt er hohes Ansehen in akademischen Kreisen. Mukhtars Expertise wird auch von Medien und internationalen Organisationen geschätzt. So war er lange Zeit als Produzent und Korrespondent für den BBC African Service tätig.
Mukhtars Beiträge zur Erforschung und Dokumentation der somalischen Geschichte und Gesellschaft haben ihm breite Anerkennung eingebracht. Sein Werk Historical Dictionary of Somalia gilt als Standardreferenz zum Thema. Es wird als „unverzichtbare Ergänzung für Referenzsammlungen zu Afrika und dem Nahen Osten, internationalen Beziehungen und Wirtschaft“ beschrieben. Das Buch bietet einen umfassenden Überblick über alle Aspekte Somalias und berücksichtigt dabei auch somalische Quellen zur Geschichte und Kultur des Landes.
Als Vorsitzender des Somalia-Komitees für Frieden und Versöhnung (Ergada) sowie der Inter-Riverine Studies Association (ISA) hat sich Mukhtar auch außerhalb der Wissenschaft einen Namen gemacht. Seine Arbeit zu Frieden und Versöhnung in Somalia wird von verschiedenen Akteuren geschätzt. Mukhtars Expertise wird regelmäßig von Regierungen, NGOs und internationalen Organisationen herangezogen, wenn es um Fragen zu Somalia geht.
In der somalischen Diaspora genießt Mukhtar großes Ansehen als Intellektueller und Fürsprecher. Er setzt sich für die Anerkennung und Verwendung verschiedener somalischer Sprachen ein, insbesondere des Maay-Dialekts. Dies hat ihm Respekt und Unterstützung in Teilen der somalischen Gemeinschaft eingebracht. Mukhtars Arbeiten tragen dazu bei, das Verständnis für die komplexe somalische Geschichte und Kultur sowohl in der Diaspora als auch international zu vertiefen.
Mukhtars Einfluss zeigt sich auch in der Anerkennung durch renommierte Institutionen. Er erhielt zweimal das prestigeträchtige Fulbright-Hays-Stipendium sowie Förderungen von Organisationen wie dem National Endowment for the Humanities. Dies unterstreicht die hohe Wertschätzung seiner Arbeit in der internationalen Wissenschaftsgemeinschaft. Mukhtars Beiträge haben dazu beigetragen, die Sichtbarkeit und das Verständnis somalischer Themen in der globalen akademischen Landschaft zu erhöhen.

## Werke (Auswahl)
- Historical Dictionary of Somalia (New Edition). Scarecrow Press, 2003, ISBN 978-0-8108-4344-8.
- Somali Responses to Colonial Occupation (The Inter-Riverine Case). In: Putting The Cart Before The Horse: Contested Nationalism And The Crisis Of The Nation-state In Somalia. 2004.
- The Plight of the Agro-pastoral Society of Somalia In: Review of African Political Economy. 1996.
- Islam in Somali History: Fact and Fiction. In: The Invention of Somalia. 1995.